# (74239) 1998 SP48
1998 أس بي 48 (ويعرف أيضًا باسم (74239) 1998 أس بي 48 وفق تسمية الكوكب الصغير) (بالإنجليزية: 1998 SP48)‏؛ هو كويكب ضمن حزام الكويكبات.
اكتُشف هذا الجُرم الفلكي بواسطة سبيس واتش في 27 سبتمبر 1998، وترتيبه 74239 من حيث الاكتشاف.

## الوصف
اكتُشف 742391998SP في 27 سبتمبر 1998 في مرصد قمة كت الوطني، الواقع في صحراء سونورا، أريزونا في الولايات المتحدة، بواسطة مشروع سبايس واتش (مشاهد السماء) التابع لجامعة أريزونا. وقد رصد المشروع 1,285 مشاهدة للكويكب إلى غاية 8 أكتوبر 2021 بتوقيت منطقة المحيط الهادئ، أي في مدة قدرها 10,774 يومًا (29.5 عام). تستغرق الفترة المدارية للكويكب 1,480 يومًا (4.1 عام).

## الخصائص المدارية
يتميز مدار هذا الكويكب بنصف محور رئيسي يبلغ 2.54 وحدة فلكية، وحضيض قدره 2.45 وحدة فلكية، وانحراف قدره 0.0374 وزاوية ميلان 4.1 درجة بالنسبة لمسار الشمس. بسبب هذه الخصائص، أي نصف المحور الرئيسي بين 2 و3.2 وحدة فلكية وحضيض أكبر من 1,666 وحدة فلكية، يُصنف هذا الجُرم الفلكي وفقًا لقاعدة بيانات مختبر الدفع النفاث لأجرام النظام الشمسي الصغيرة كائنًا من حزام الكويكبات الرئيسي.

## وصلات خارجية
- (74239) 1998 SP48 في قاعدة بيانات مختبر الدفع النفاث لأجرام النظام الشمسي الصغيرة

- الاكتشاف · مخطط المدار ·  العناصر المدارية · المعلمات المادية

- (74239) 1998 SP48 على موقع ويكي سكاي: DSS2, SDSS, GALEX, IRAS, Hydrogen α, X-Ray, Astrophoto, Sky Map, Articles and images